# Fynske Motorvej
De Fynske Motorvej (Nederlands: Funense autosnelweg) is een autosnelweg in Denemarken dwars over het eiland Funen. De Fynske Motorvej loopt van de Grote Beltbrug bij Nyborg via Odense naar de Nieuwe Kleine Beltbrug bij Middelfart. Ter hoogte van Odense geeft het knooppunt Odense aansluiting op de Svendborgmotorvejen richting Svendborg.
Administratief is de Fynske Motorvej bekend onder het nummer M40. Die verder loopt onder de naam Taulovmotorvejen tot knooppunt Kolding. Op de bewegwijzering wordt echter het Europese nummer E20 aangegeven.

## Geschiedenis
De Fynske Motorvej werd tussen 1957 en 1985 voor verkeer opengesteld. In 1998 is de Fynske Motorvej aangesloten op de brug over de Grote Belt.